# To the Power of Three
To the Power of Three è l'unico album in studio del gruppo musicale britannico 3, pubblicato nel 1988 dalla Geffen Records

## Tracce
1. Talkin' Bout – 4:00 (Robert Berry)
2. Lover to Lover – 4:12 (Keith Emerson, Robert Berry, Carl Palmer)
3. Chains – 3:42 (Sue Shifrin, Bob Marlette)
4. Desde la vida – 7:06 (Keith Emerson, Robert Berry, Carl Palmer)
5. Eight Miles High – 4:08 (Gene Clark, Roger McGuinn, David Crosby) – originariamente interpretata dai The Byrds
6. Runaway – 4:42 (Robert Berry)
7. You Do or You Don't – 5:02 (Robert Berry)
8. On My Way Home – 4:46 (Keith Emerson)

## Formazione
Gruppo
- Keith Emerson – tastiera, arrangiamento
- Robert Berry – basso, chitarra, voce
- Carl Palmer – batteria

Altri musicisti
- Suzie O'List, Kim Liatt J. Edwards, Lana Williams – cori

Produzione
- Carl Palmer, Robert Berry – produzione
- Steve McNeill, Ian Remmer – ingegneria del suono presso gli E-Zee Studios
- Peter Jonas, Nick Davis – ingegneria del suono presso gli Eastwest Studios
- David Thoener – missaggio (tracce 1,2 e 7)
- Greg Fulginiti – mastering